# Die Fantastischen Vier (1978)
Die fantastischen Vier (Originaltitel: The New Fantastic Four) ist die zweite Zeichentrickserie, die auf den von Stan Lee und Jack Kirby erschaffenen Superhelden aus der Marvel-Comics-Serie Die fantastischen Vier basiert. Die Serie besteht aus einer Staffel mit 13 Folgen von je 22 Minuten. In Deutschland wurde die Serie ab 1992 auf RTL Television ausgestrahlt. Von 1994 bis 1996 erschien die Fortsetzung Die Fantastischen Vier mit neuen Abenteuern.

## Handlung
Durch kosmische Strahlung erhalten Reed Richards, seine Frau Susan sowie Ben Grimm unterschiedliche Superkräfte und treten mit dem Roboter H.E.R.B.I.E. fortan als Team gegen Verbrecher, Superschurken und Außerirdische auf. Die kindgerechte Umsetzung der einzelnen Episoden ist in sich abgeschlossen und basiert teilweise auf den Geschichten der originalen Comichefte.

## Hintergrund
In der Serie wurde die menschliche Fackel durch den Roboter H.E.R.B.I.E. (Humanoider Experimentalroboter Typ B mit integrierter Elektronik) ersetzt.  Die Filmrechte lagen damals bei Universal Studios. Die geplante Fernsehserie um Johnny Storm wurde allerdings nie umgesetzt. Alternativ hielt sich lange das Gerücht die Verantwortlichen hätten Angst, dass Jugendliche ihren Helden imitieren und sich selber anzünden würden.

## Fortsetzung
Die Reihe erhielt 1994 mit Die Fantastischen Vier mit neuen Abenteuern (Fantastic Four) eine Fortsetzung.

## Synchronisation
| Rolle                              | Original-Sprecher | Deutscher Sprecher |
| ---------------------------------- | ----------------- | ------------------ |
| Reed Richards / Mister Fantastisch | Mike Road         | Arnim André        |
| Susan Richards / Die Unsichtbare   | Ginny Tyler       | Carin C. Tietze    |
| Ben Grimm / Der Klotz              | Ted Cassidy       | Norbert Gastell    |
| H.E.R.B.I.E.                       | Frank Welker      | Hans-Rainer Müller |
| Victor von Doom / Doktor Doom      | John Stephenson   | Alexander Allerson |

## Episoden
| Nr. | Deutscher Titel                | Originaltitel                       | Erstausstrahlung USA | Deutschsprachige Erstausstrahlung (D) |
| --- | ------------------------------ | ----------------------------------- | -------------------- | ------------------------------------- |
| 1   | Der Meteoriten-Regen           | A Monster Among Us                  | 9. Jan. 1978         | 1992                                  |
| 2   | Magnetische Kräfte             | The Menace Of Magneto               | 25. Jan. 1978        | 1992                                  |
| 3   | Phantom der Filmstadt          | The Phantom Of Film City            | 1. Feb. 1978         | 1992                                  |
| 4   | Das geheimnisvolle Tal         | Medusa And The Inhumans             | 8. Feb. 1978         | 1992                                  |
| 5   | Der Diamant des Schreckens     | The Diamond Of Doom                 | 15. Feb. 1978        | 1992                                  |
| 6   | Das Geheimnis der Monsterinsel | The Mole Man                        | 22. Feb. 1978        | 1992                                  |
| 7   | Olympiade auf dem Mond         | The Olympics Of Space               | 1. März 1978         | 1992                                  |
| 8   | Piratenleben                   | The Fantastic Four Meet Doctor Doom | 8. März 1978         | 1992                                  |
| 9   | Wizard und seine Schurken      | The Frightful Four                  | 15. März 1978        | 1992                                  |
| 10  | Der Drachenmann                | Calamity On The Campus              | 22. März 1978        | 1992                                  |
| 11  | Besuch aus dem All             | The Impossible Man                  | 29. März 1978        | 1992                                  |
| 12  | Dr. Dooms Rache                | The Final Victory Of Doctor Doom    | 5. Apr. 1978         | 1992                                  |
| 13  | Die negative Zone              | Blastaar, the Living Bomb Burst     | 12. Apr. 1978        | 1992                                  |

## DVD-Veröffentlichung
2010 veröffentlichte Clear Vision im Vertrieb von Rough Trade die komplette Serie auf zwei DVDs.